# پونی اکسپرس

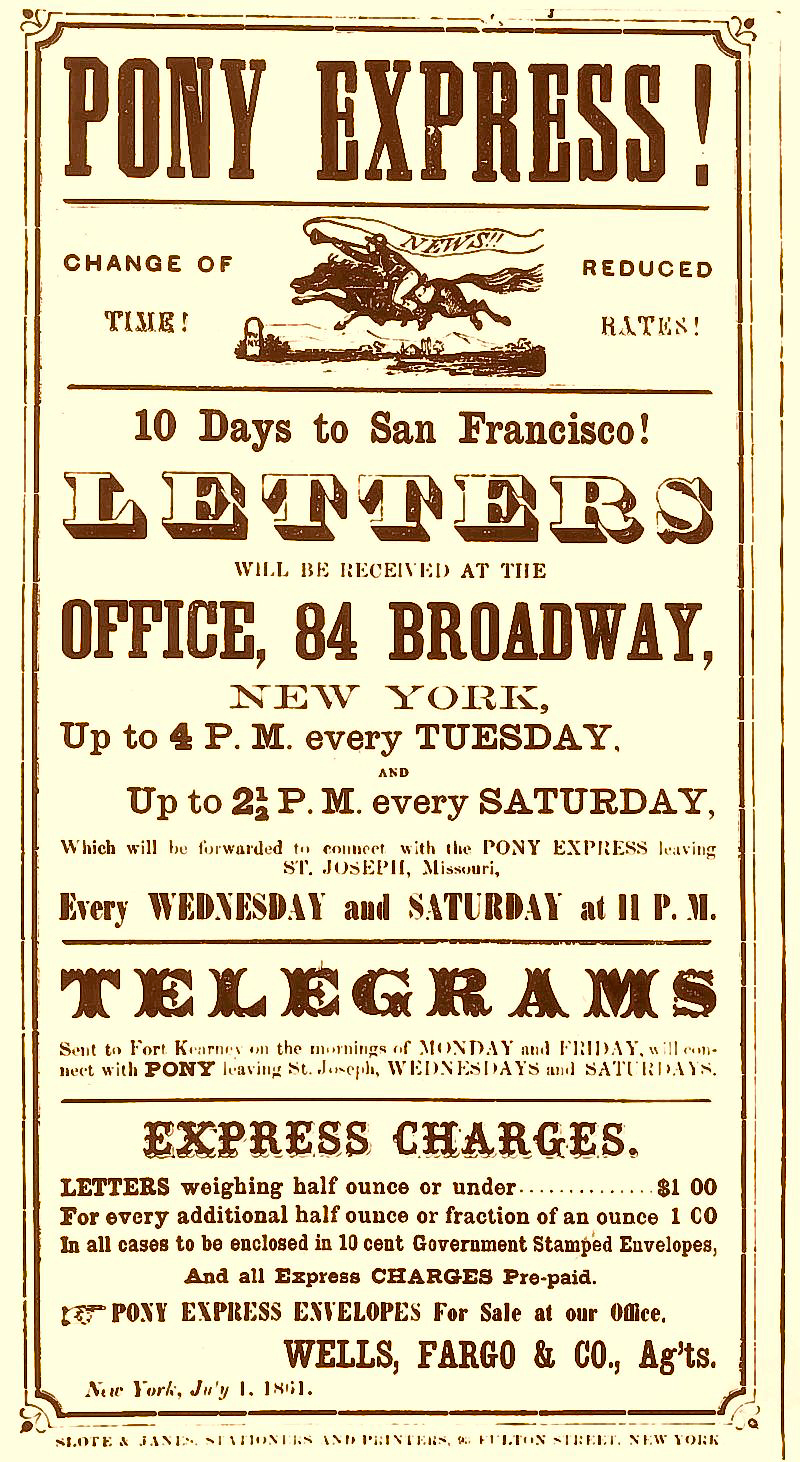
تبلیغات پونی اکسپرس

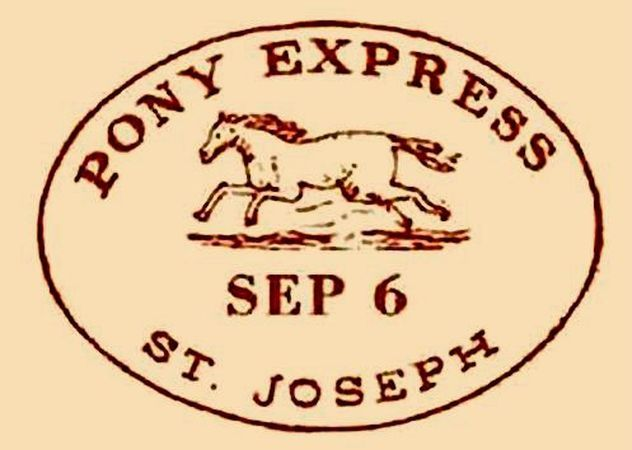
تمبر پستی پونی اکسپرس، ۱۸۶۰، به طرف غرب

پونی اکسپرس (انگلیسی: Pony Express) یک سرویس ارائه پیام، روزنامه‌ها و پست بود.
شرکت عامل حمل و نقل اکسپرس لیون‌ورت و پایکس پیک در سال ۱۸۵۹ بود و در سال ۱۸۶۰ عامل اکسپرس راه زمینی کالیفرنیای مرکزی و پایکس پیک شد. این شرکت به وسیله ویلیام اچ. راسل، الکساندر ماجورز، و ویلیام بی. واددل تأسیس شد که افراد مؤثری در کسب و کار حمل و نقل و باربری بودند.
در طول ۱۹ ماه فعالیتش، زمان ارسال پیام بین اقیانوس اطلس و سواحل اقیانوس آرام را با رکورد ۱۰ روز کاهش داد.